# Kombinat Holzhandel
Der VEB Kombinat Holzhandel Berlin war ein in den 1970er Jahren gegründetes zentralgeleitetes Kombinat in der Deutschen Demokratischen Republik. Ihm gehörten im Jahr 1990 rund 10 Betriebe an. 

## Kurzbeschreibung
Das Kombinat nahm eine Großhandels-Funktion in der DDR-Volkswirtschaft ein und handelte mit Rohholz und Holzhalbzeugen sowie standardisierten Fertigprodukten wie Kisten, Paletten, Särgen und Kabeltrommeln. Weiterhin wurde über das Kombinat der Im- und Export von Holzprodukten abgewickelt. Vorläufer des Kombinats war das Staatliche Holzkontor, das unter Leitung der Staatlichen Plankommission bestanden hatte.  
Das Kombinat unterstand dem Ministerium für Bezirksgeleitete Industrie und Lebensmittelindustrie. Weitere zentral geleitete ehemalige Kombinate im Zuständigkeitsbereich dieses Ministeriums sind in der Liste von Kombinaten der DDR aufgeführt.
In Folge der Wende und der anschließenden Wiedervereinigung wurde das Kombinat 1990 aufgelöst und seine Betriebe wurden privatisiert oder abgewickelt.

## Zugehörige Betriebe
Zum Kombinat gehörten zuletzt die folgenden Betriebe: 
- VEB Holzhandel Berlin; (Stammbetrieb)
- VEB Holzhandel Dresden
- VEB Holzhandel Erfurt
- VEB Holzhandel Leipzig
- VEB Holzhandel Rostock
- VEB Holzimport Potsdam
- VEB Holzverarbeitung Berlin
- VEB Rationalisierung der Schnittholz- und Holzwarenindustrie Zerbst